# Republik Ragusa
Die Republik Ragusa (lateinisch Respublica Ragusina; italienisch Repubblica di Ragusa; kroatisch Dubrovačka Republika) war ein maritimer Stadtstaat und Seerepublik, dessen Zentrum die Stadt Ragusa bzw. Dubrovnik bildete. Die Republik bestand vom 14. Jahrhundert bis zum Jahr 1808. Der lateinische Name Communitas Ragusina wurde im 14. Jahrhundert zu Respublica Ragusina umgewandelt. Nach 1472 lautete die offizielle Bezeichnung Repubblica di Ragusa, der Name Dubrovnik wurde parallel dazu bereits seit dem 15. Jahrhundert verwendet.

## Bedeutung
In der Republik Ragusa bildete sich ein frühes Zentrum der Entwicklung der südslawischen und insbesondere der kroatischen Kultur und Sprache. Diese erstreckte sich auf die Gebiete der Literatur, Malerei, Mathematik und Physik sowie andere Disziplinen.

## Territorium und Bevölkerung
Der Stadtstaat erstreckte sich über ein kompaktes Gebiet zwischen Neum und der Halbinsel Prevlaka sowie der Halbinsel Pelješac, den Inseln Lastovo, Mljet und den kleinen Archipel der Elaphiten mit der Hauptinsel Šipan.
Die Seerepublik erreichte im 15. und dem 16. Jahrhundert ihre höchste Blütezeit und wurde im Jahr 1808 von den Truppen Napoleons aufgelöst. Die Bevölkerung umfasste etwa 30.000 Menschen, von denen 5.000 innerhalb der Stadtmauern Ragusas lebten.
Die ursprüngliche Bevölkerung im Frühmittelalter waren Romanen. Deren dem Dalmatischen zuzurechnende ragusäische Sprache, die nur spärlich überliefert ist, starb vermutlich zu Beginn der Neuzeit aus. Noch 1470 wurde Ragusäisch bei Senatsdebatten verwendet, was  als administrative Maßnahme zur künstlichen Erhaltung der Sprache gesehen wird. Zu diesem Zeitpunkt war die Mehrheitsbevölkerung, die fortlaufend Zuzug aus dem Hinterland erhielt, bereits slawisch- bzw. kroatischsprachig. Die gesellschaftliche Elite der Republik bediente sich daneben des Italienischen bzw. Venetischen. Die männlichen Adligen Ragusas (kroatisch Dubrovčani) – 1805 rund 120 Personen – waren wegen der Ausrichtung der Republik auf den internationalen Handel offenbar bilingual. Die einfache Bevölkerung sprach dagegen nur Kroatisch.
Auf administrativer Ebene gab es das Gebiet der Stadt Dubrovnik (Ragusa) und der Stadt Cavtat (Ragusa Vecchia). Das übrige Territorium war in Außenprovinzen eingeteilt, die von in einem im Gebiet befindlichen Rektorenplast (Knežev dvor, so wie der Hauptsitz des Rektors in Dubrovnik) beherrscht wurden. Nach drei dieser Außenprovinzen sind auch moderne Gemeinden benannt, das Areal ist aber in keinem der drei Fälle deckungsgleich.
- Rektorenpalast in Slano: für das Dubrovačko primorje
- Rektorenpalast in Lopud: für Koločep und Lopud
- Rektorenpalast bei Pridvorje: für die Konavle
- Rektorenpalast in Lastovo
- Rektorenpalast in Sobra: für Mljet
- Rektorenpalast in Janjina: für den Pelješac (territoriale Abgrenzung nicht ganz klar[3])
- Rektorenpalast in Orebić: für den Pelješac (s. o.)
- Rektorenpalast bei Šipanska Luka: für Šipan
- Rektorenpalast in Ston
- Rektorenpalast in Čibača: für die Župa dubrovačka (ital. Breno)

Die Gebäude sind größtenteils erhalten, der Palast in Lopud wurde in den frühen 2020ern rekonstruiert.

## Wappen
Beschreibung: Siebenmal in Rot und Silber geteilt im goldgerahmten Stierkopfschild mit einer goldenen rotgefütterten Krone; hinter dem Wappen gekreuzt Schwert und Stab in Gold.
Historisches Wappen: Das ältere Wappen hatte in Silber drei rote Schrägbalken überlegt mit schwarzen Majuskeln „LIBERTAS“ und über den Schild eine goldene Zackenkrone.
Auf alten Siegeln war für die Republik Ragusa mittig ein Tor mit einem aufgesetzten schlankeren Turm und zwei seitlichen Erkern abgebildet. Unterhalb des Turmes war Wasser angedeutet, und vor allem stand der heilige Blasius.

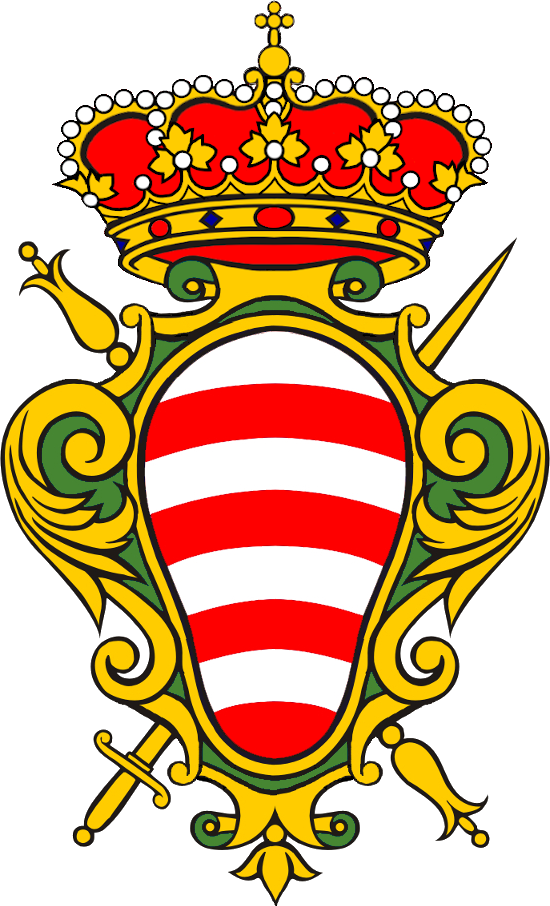
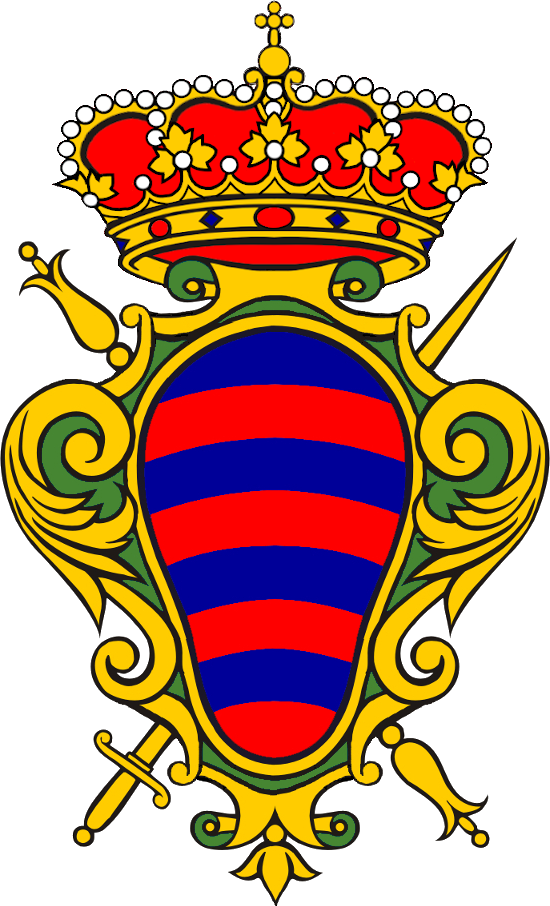

## Flaggen
Die Flaggen zeigen den Heiligen Blasius, den Schutzpatron der Republik Ragusa. St. Blasius im Bischofsgewand hält in seiner linken Hand ein Modell des alten Stadtkerns sowie einen Bischofsstab, während die rechte Hand zum Segen erhoben ist. Die Buchstaben S und B stehen als Abkürzung für lat. Sanctus Blasius, ital. San Biagio bzw. kroat. Sveti Blaž.

Nationalflagge
Staatsflagge
Zivilflagge
Kriegsflagge
Marineflagge
Flagge

## Geschichte

### Gründung und Namensbezeichnung

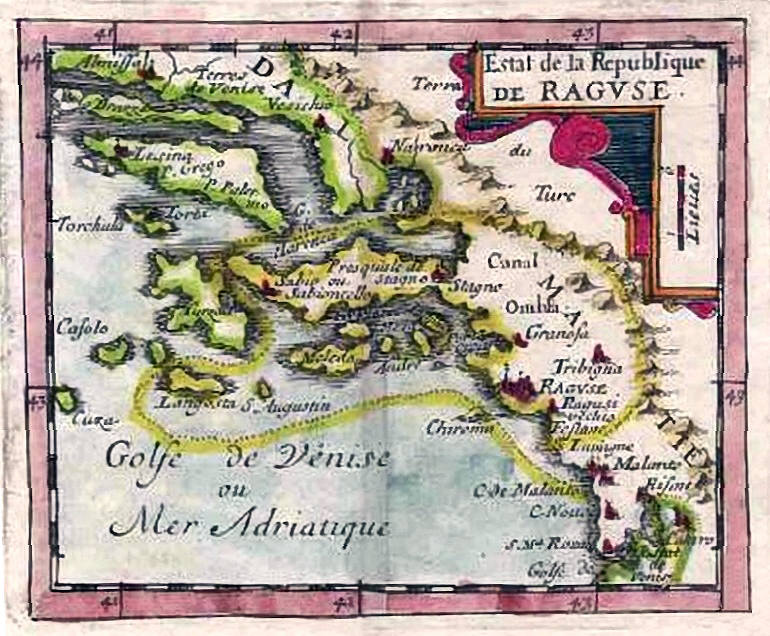
Territorium der Republik auf einer Karte des 17. Jahrhunderts

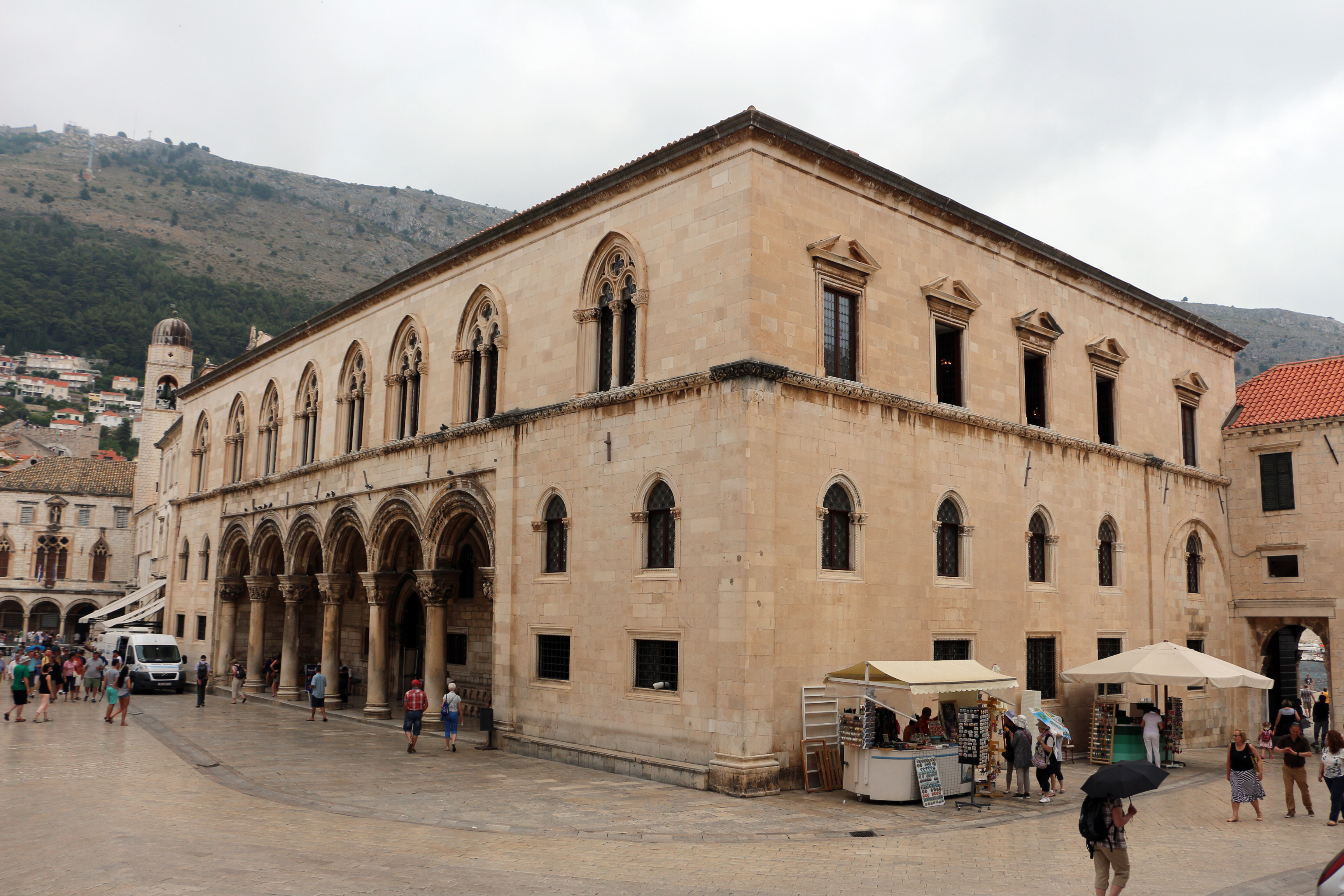
Rektorenpalast

Ähnlich wie andere Städte an der Küste des adriatischen Meeres wurde das heutige Dubrovnik um 700 nach Christus während der Zeit der Völkerwanderung auf einer felsigen Insel nahe dem Festland gegründet. Ob zuvor bereits eine antike Siedlung bestand, ist unklar. Die dem Meer zugeneigte Seite dieser Insel fiel steil zum Meer herab. Die aus dem Donauraum herkommenden Slawen und Awaren zerstörten in dieser Zeit die nahe gelegene Stadt Epidaurum (das heutige Cavtat), woraufhin die romanische Bevölkerung auf diese kleine Insel floh und dort eine neue Stadt gründete.
Kaiser Konstantin VII. Porphyrogennetos (905–959) beschreibt in seinem Werk De Administrando Imperio alle Völker des Kaiserreiches, wie auch jene, die an das Reich grenzen, einschließlich der Südslawen, deren Herkunft und die Geschichte der Städte in diesem Raum. Porphyrogennetos zufolge lautete die älteste Bezeichnung Dubrovniks Lausion, das vom griechischen Wort Lau abgeleitet wurde, was so viel wie ‚steil’ bedeutete. Im Laufe der Zeit wandelte sich das „L“ in ein „R“, woraus sich die Bezeichnung Rausion und später wiederum Ragusium bildete. Folgende Varianten sind ebenfalls bekannt: Rausium, Racusium, Rausa, Ragusa, Racusa. In der päpstlichen Bulle Papst Benedikts VIII., die 1022 dem Erzbischof von Ragusa übermittelt wurde, findet sich die Bezeichnung Labusedi, die vom lateinischen Wort labes ‚steil‘, ähnlich der griechischen Bezeichnung, abgeleitet wurde. Aus dem Griechischen stammen daher die Bezeichnungen Lausion und Rausion, aus dem Lateinischen die Bezeichnungen Labusa und Labusedi.
Nachdem die Slawen die einheimische dalmatische Bevölkerung von Epidaurum vertrieben hatten, siedelten sie sich in der Stadt an. Sie gründeten ebenfalls eine Siedlung auf dem Festland gegenüber der Insel, auf welche die romanische Bevölkerung geflohen war, auf einem Landstück, das von einem dichten Eichenwald bedeckt war. Da die Eiche im Slawischen dub hieß und bewachsene Eichentäler am Wasser na dubravi genannt wurden, entstanden so viele Ortsnamen slawischer Herkunft wie Dubrawa, Dubrava usw. So bildete sich daraus höchstwahrscheinlich die Bezeichnung Dubrovnik. Mit der Zeit entwickelten sich freundschaftliche Beziehungen zwischen der Insel-Siedlung und der slawischen Bevölkerung auf dem Festland. Im 12. Jahrhundert wurde der Kanal zwischen dem Festland und der Insel aufgeschüttet, wodurch die beiden Siedlungen zusammenwuchsen. Heute befindet sich an dieser Stelle die berühmte Hauptstraße der Altstadt von Ragusa, der Stradun.

### Entwicklung zu einem Stadtstaat

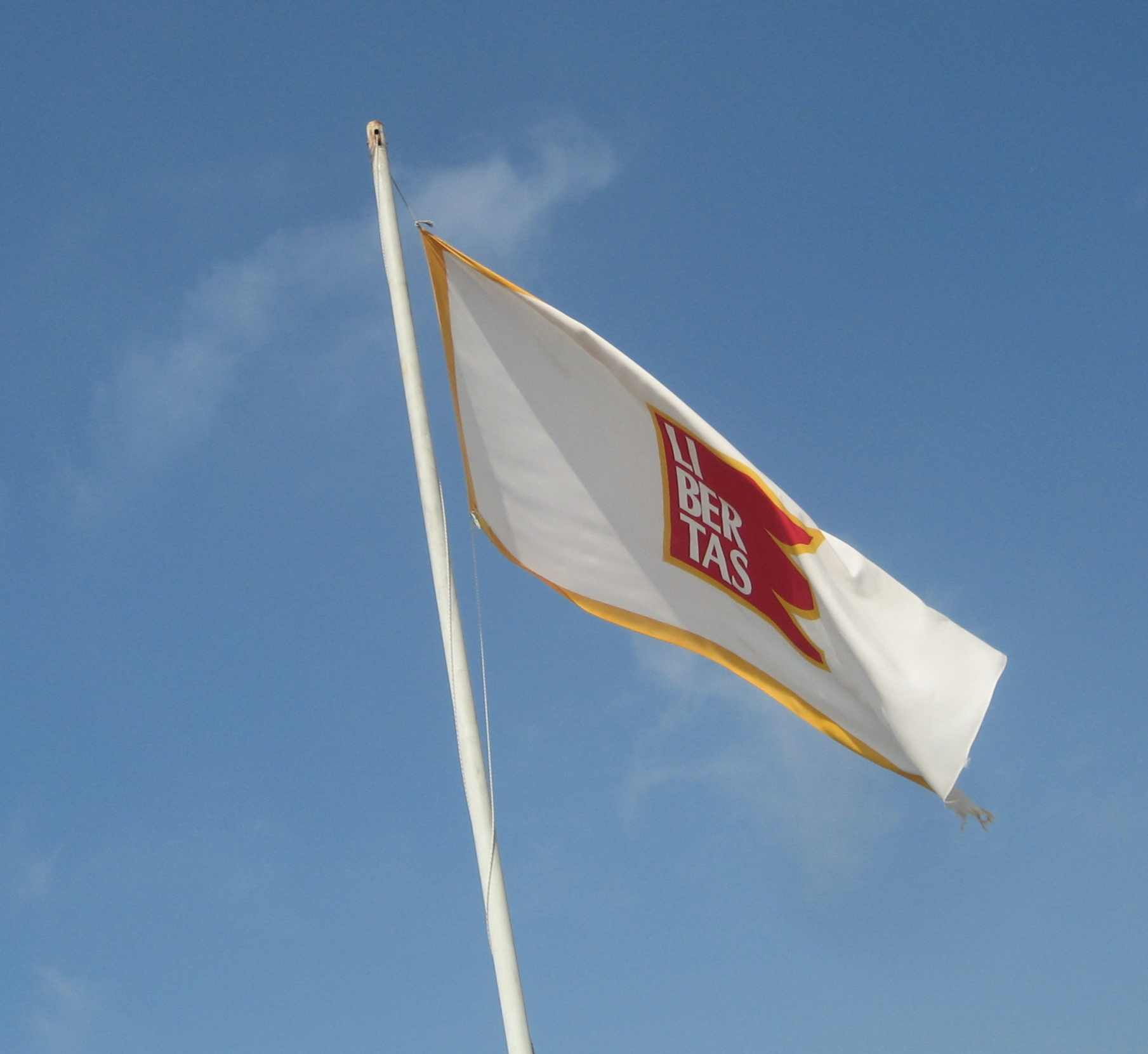
Libertas, Flagge von Dubrovnik

Mit dem Abstieg von Byzanz betrachtete die Republik Venedig den Stadtstaat zunehmend als Rivalen und versuchte, die Stadt im Jahr 948 zu erobern. Dieser Versuch scheiterte jedoch. Die Bewohner der Stadt glaubten, dass die Stadt vom heiligen Blasius gerettet worden sei, der seither als Schutzheiliger der Stadt verehrt wird. Die Republik Ragusa war seit Jahrhunderten ein Verbündeter der Seerepublik Ancona, auch um der venezianischen Seemacht zu widerstehen.
Im Jahr 1191 gewährte Byzanz der Stadt das Recht auf freien Handel. Ähnliche Rechte wurden dem Stadtstaat 1186 von Serbien und 1189 von Bosnien gewährt. Der Vertrag mit dem bosnischen Ban Kulin gilt als das erste Dokument, in dem die Bezeichnung Dubrovnik vorkommt.
Nachdem im Jahr 1202 die Republik Venedig mit Hilfe der Kreuzfahrer unter anderem Zara (das heutige Zadar) und Teile Dalmatiens erobert hatte, wurde Dubrovnik zu einem bedeutenden Lieferanten von Silber, Eisen, Wachs, Salz und weiteren Rohstoffen. Ragusa unterstellte sich 1205, als Rektor Damjan Juda abgesetzt wurde, und nach einer Rebellion in einem weiteren Vertrag 1232 der Republik Venedig. Zu jener Zeit nutzte Venedig Dubrovnik als bedeutenden Stützpunkt am adriatischen Meer. Die lose Abhängigkeit von Venedig dauerte bis zum Beginn der ungarisch-kroatischen Oberhoheit 1358 an. 1230 bekam sie in der Dubrovniker Urkunde das Recht zum freien Handel innerhalb des Bulgarischen Reiches.
Im Januar 1348 brach in der Stadt eine Pestepidemie aus, die von der Krim ihren Ausgang nahm und fast ganz Europa und Westasien verheerend traf.

### Blütezeit

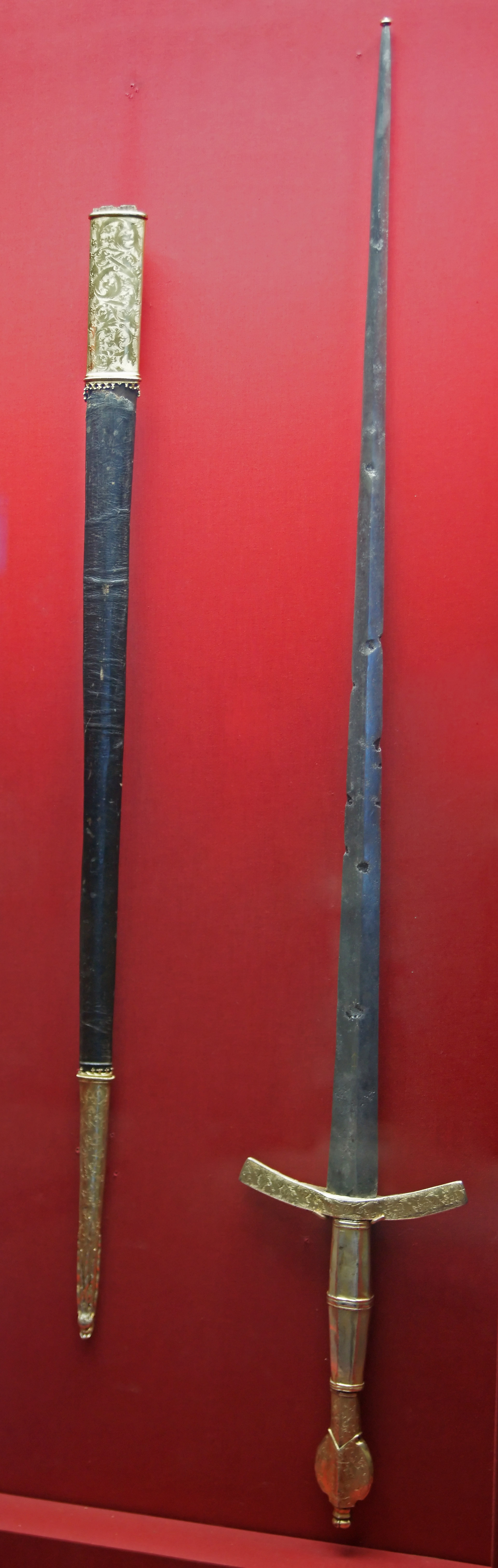
Vortragsschwert des Rektors von Ragusa, 1466 von König Matthias Corvinus als Zeichen seiner Gerichtshoheit übersandt

Als die Ungarn 1347 einen Versuch unternahmen, Venedig aus Dalmatien zu verdrängen und das Heer König Ludwigs des Großen dabei weit in die Herzegowina hinein vorstieß, unterstellte sich Ragusa der Stephanskrone. Im Jahr 1358 erkannte die Stadtrepublik die Oberhoheit des ungarisch-kroatischen Königs an, behauptete aber eine weitgehende Selbständigkeit.
1399 expandierte die Stadt bis nach Pelješac. Zwischen 1419 und 1426 dehnte sich der Stadtstaat auch weiter südwärts auf die Stadt Cavtat und die Region Konavle aus.
1433 und 1458 schloss die Republik mit dem Osmanischen Reich ein Friedensabkommen und verpflichtete sich zu Tributzahlungen. Darüber hinaus verpflichtete sie sich, Botschafter an den Hof des Sultans zu entsenden. Im Jahr 1481 kam die Stadt unter den Schutz des Osmanischen Reiches und verpflichtete sich im Gegenzug zu einer Tributzahlung von 12.500 Dukaten. Dafür erhielten ihre Handelsschiffe die Erlaubnis, in das Schwarze Meer zu segeln, was anderen nichtosmanischen Schiffen verboten war. Der Stadtstaat wurde vom Osmanischen Reich gegenüber der Republik Venedig diplomatisch gestützt.
Im Gegenzug wurde Dubrovnik für die Osmanen zu einem bedeutenden Handelshafen. Ein Großteil des Verkehrs zwischen Florenz und Bursa wurde über den Dubrovniker Stadthafen abgewickelt. Florentinische Waren wurden über die Häfen von Pesaro, Fano oder Ancona auf dem Seeweg nach Dubrovnik transportiert. Von dort aus konnten die Güter auf dem Landweg über Sarajevo–Novi Pazar–Skopje–Plovdiv–Edirne transportiert werden. Die ragusanischen Kaufleute waren im ganzen Mittelmeerraum anzutreffen. In den osmanischen Gebieten mit slawischsprachiger Bevölkerung, darunter in Serbien und Bosnien, nahmen sie eine besonders starke Stellung ein. Novo Brdo im heutigen Kosovo war einer der wichtigsten Handelsplätze und eine der größten Verdienstquellen des winzigen Inselstaates.
Gegen Ende des 16. Jahrhunderts stellte die Republik Dubrovnik ihre Handelsmarine dem Königreich Spanien zur Verfügung, da diese nicht im Spannungsverhältnis zu den Interessen des Osmanischen Reiches stand. Dadurch konnten Waren aus Staaten, die sich im Kriegszustand zum Osmanischen Reich befanden, importiert werden. Gemeinsam mit England, Spanien und Genua war die Republik Ragusa eine der schärfsten Konkurrenten der Republik Venedig auf dem osmanischen Markt.

### Politische Struktur
Ragusa war geprägt durch eine aristokratische Verfassung, die an das Vorbild Venedigs angelehnt war. Der ausschließlich von Patriziern besetzte Großrat wählte den Senat, dieser den Kleinen Rat, aus dem wiederum der Rektor als monatlich wechselndes Oberhaupt der Stadtrepublik hervorging.
Dem Großrat (Consilium Maior) gehörten ausschließlich Mitglieder der Aristokratie an. Das politisch einflussreichste Organ war der Senat (Consilium rogatorum), dessen 45 Mitglieder auf ein Jahr gewählt waren.

### Niedergang der Republik

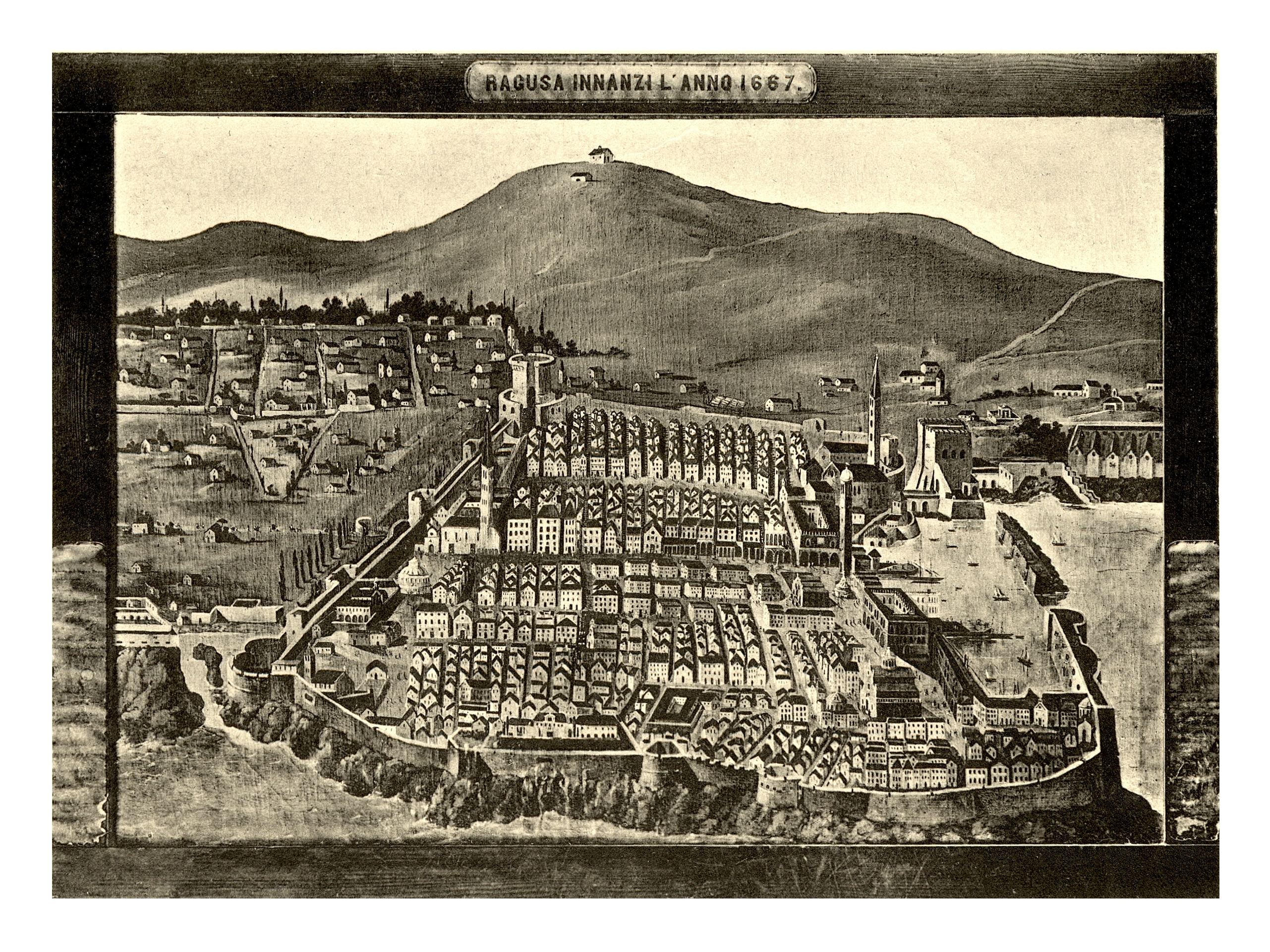
Ragusa vor dem Erdbeben 1667, Heliografie Kowalczyk 1909

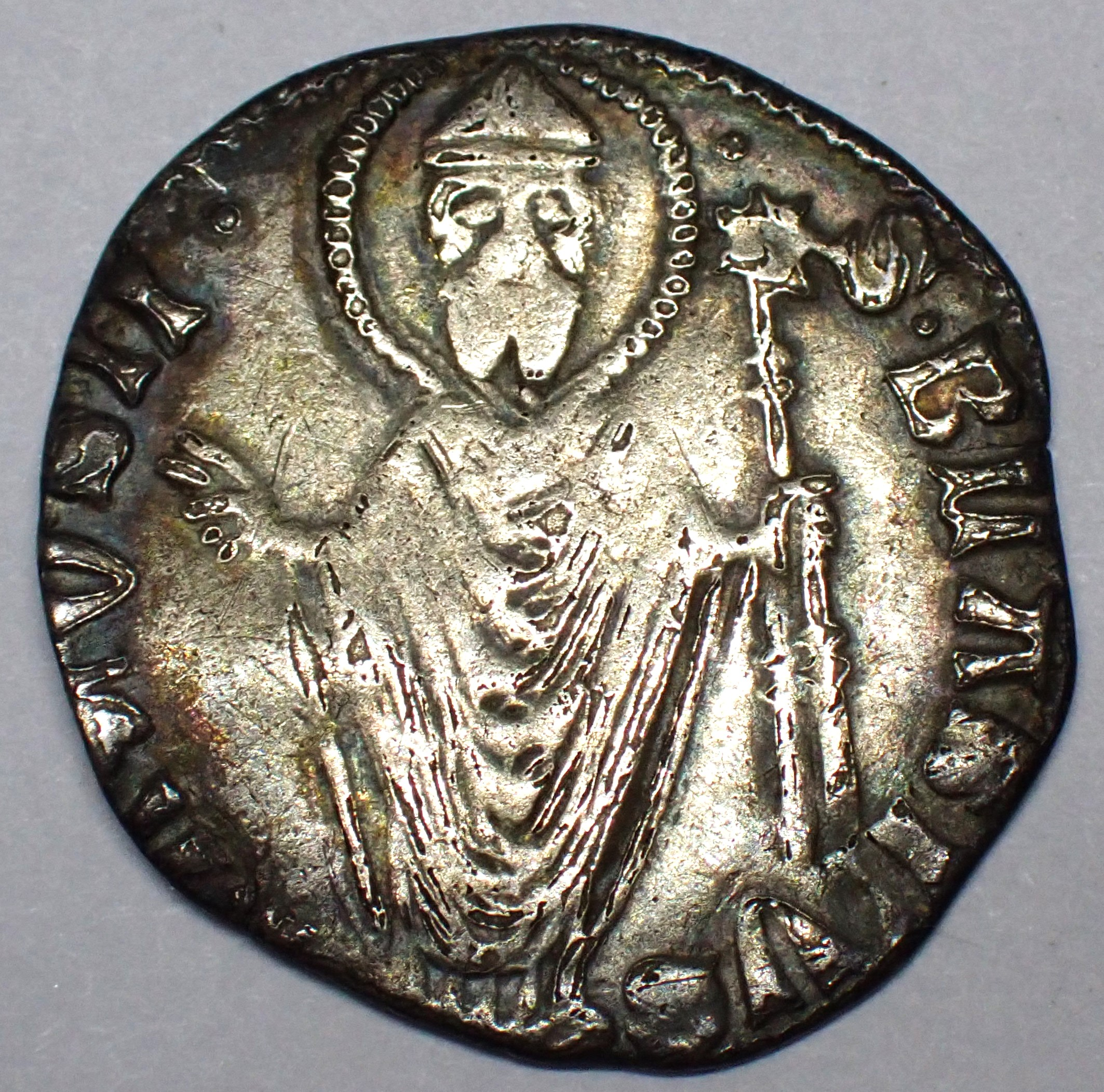
Groschen aus Ragusa, 18. Jahrhundert, Avers

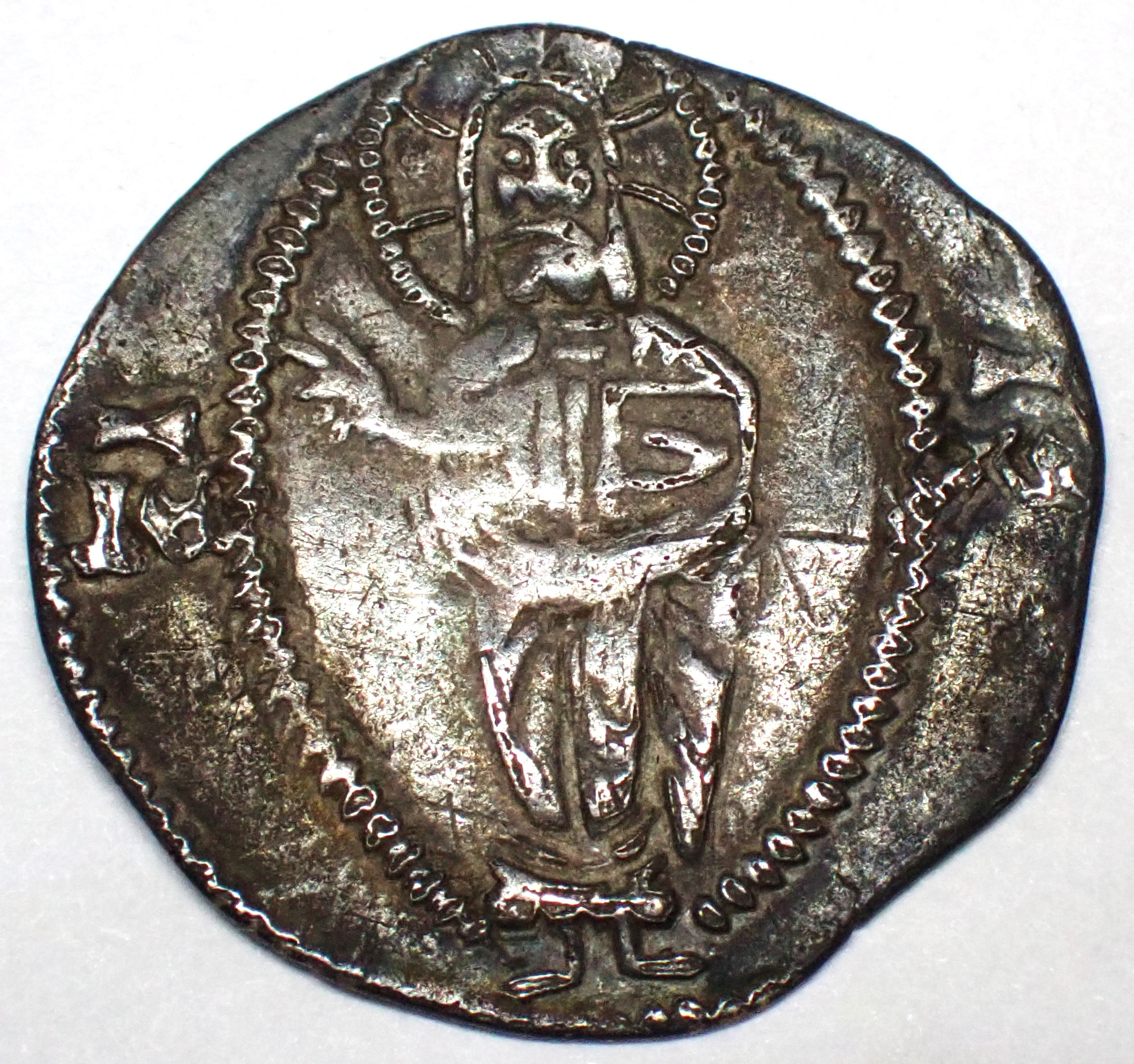
Groschen aus Ragusa, 18. Jahrhundert, Revers

Die Republik Ragusa erwarb nur geringen Landbesitz im Hinterland und konnte sich machtpolitisch nicht mit der Rivalin Venedig messen. Dank einer vielgerühmten geschickten Diplomatie nahm Ragusa allerdings lange Zeit eine wichtige Rolle im Mittelmeerhandel ein. Mit den Entdeckungen der portugiesischen Seefahrer, welche die neuen Schifffahrtswege für den Gewürzhandel nutzten, verlagerten sich die Hauptrouten dann zunehmend vom Mittelmeer in den Atlantik.
Der einsetzende Niedergang wurde durch eine Naturkatastrophe beschleunigt. Am 6. April 1667 erschütterte ein schweres Erdbeben die Stadt. Über 5000 Einwohner einschließlich des Stadtoberhauptes kamen dabei ums Leben. Die meisten Gebäude der Stadt wurden beschädigt. Lediglich die Stadtmauer blieb weitgehend unbeschädigt. Die Gebäude im Baustil der Renaissance – Paläste, Kirchen und Klöster – wurden zerstört. Der Sponza-Palast, der Rektorenpalast, das Franziskanerkloster, die Erlöserkirche, der Skočibuha-Palast sowie noch einige andere Gebäude überstanden das Erdbeben. Die Stadt wurde zwar wieder aufgebaut – die internationale Hilfe wurde maßgeblich durch Stjepan Gradić organisiert –, erreichte jedoch den Glanz aus der Zeit vor dem Erdbeben nicht mehr.
Im Jahr 1683 wurden die Osmanen bei der Schlacht am Kahlenberg nahe Wien geschlagen. Mitglied der österreichischen Truppen war auch der Dubrovniker Francesco Gondola (1630–1700). 1684 wurde das Abkommen von Visegrád aus dem Jahr 1358 erneuert und die Stadt akzeptierte die Regentschaft der Habsburger und des kroatisch-ungarischen Königs sowie die Zahlung eines vergleichsweise geringen Tributs von 500 Dukaten.
Im Frieden von Karlowitz (1699) wurden die Osmanen aus Ungarn, Siebenbürgen, Slawonien, Dalmatien und Podolien verdrängt. Venedig begann daraufhin, Teile des Festlandes um Dubrovnik zu besetzen und versuchte, Dubrovnik von seinem Hinterland zu isolieren.
Mit dem Abkommen vom 26. Januar 1699 übergab die Republik zwei Küstenstreifen an das Osmanische Reich, um sich vor einem weiteren Vordringen der Venezianer auf dem Landweg zu schützen: Im Nordwesten die Küstenstadt Neum, die heute zu Bosnien und Herzegowina gehört, im Südosten das heute in Montenegro gelegene Dorf Sutorina.

### Ende der Republik
1806 geriet Ragusa zwischen die Streitkräfte Frankreichs und Russlands. 1806 hätten die Österreicher gemäß dem Frieden von Pressburg die Bucht von Kotor sowie Dalmatien an Frankreich übergeben sollen. Die Franzosen schritten bei der Einnahme Dalmatiens zu langsam voran und die Übergabetermine mehrerer Städte wurden verpasst. Die Bucht von Kotor wurde entgegen dem Vertrag von Pressburg an Montenegro übergeben.
Als die Franzosen von Norden an die Grenzen Ragusas stießen, verlangten sie die Erlaubnis Ragusas, sein Territorium zu durchqueren. Montenegro und Russland sahen dies als Verletzung von Dubrovniks Neutralität an und als Gelegenheit es anzugreifen und zu plündern. Frankreich hielt sich nicht an die Abmachung mit der Regierung Ragusas, den Staat nur zu durchqueren und besetzte die Republik.
1806 wurde die Republik Ragusa durch die Truppen der montenegrinischen und russischen Flotte belagert. Es wird berichtet, dass etwa 3000 Schüsse aus Geschützen auf die Stadt abgefeuert wurden. Die französische Armee verteidigte die Stadt, bis die Belagerung durch den Frieden von Tilsit (1807) endete. Marschall Marmont löste die Republik Ragusa auf und band sie in das Königreich Italien, 1809 in die Illyrischen Provinzen Frankreichs ein. Marmont selbst erhielt den Titel eines Herzogs von Ragusa. Unter der Herrschaft der Franzosen kam es zu einem Zusammenbruch der einst reichen Handelsflotte Ragusas sowie des politischen Systems der kleinen Republik. Durch den Wegfall der Haupteinnahmen aus dem maritimen Gewerbe kam es zu einer Verarmung aller Gesellschaftsschichten. Ende Mai 1814 marschierten österreichische Truppen unter dem Kommando von General Todor Milutinović trotz heftiger Proteste der Adelsregierung Ragusas in der Stadt ein. Mit den Beschlüssen des Wiener Kongresses von 1815 wurde Ragusa (offizieller Name der Stadt bis 1921) zu einem österreichischen Kronland und verblieb nach 1867 mit dem Kronland Dalmatien bis zum Ende des Ersten Weltkrieges in der österreichischen Reichshälfte Österreich-Ungarns. Die Stadt wurde nach dem Ende des Ersten Weltkrieges offiziell in Dubrovnik umbenannt.

## Alte Patriziergeschlechter von Ragusa

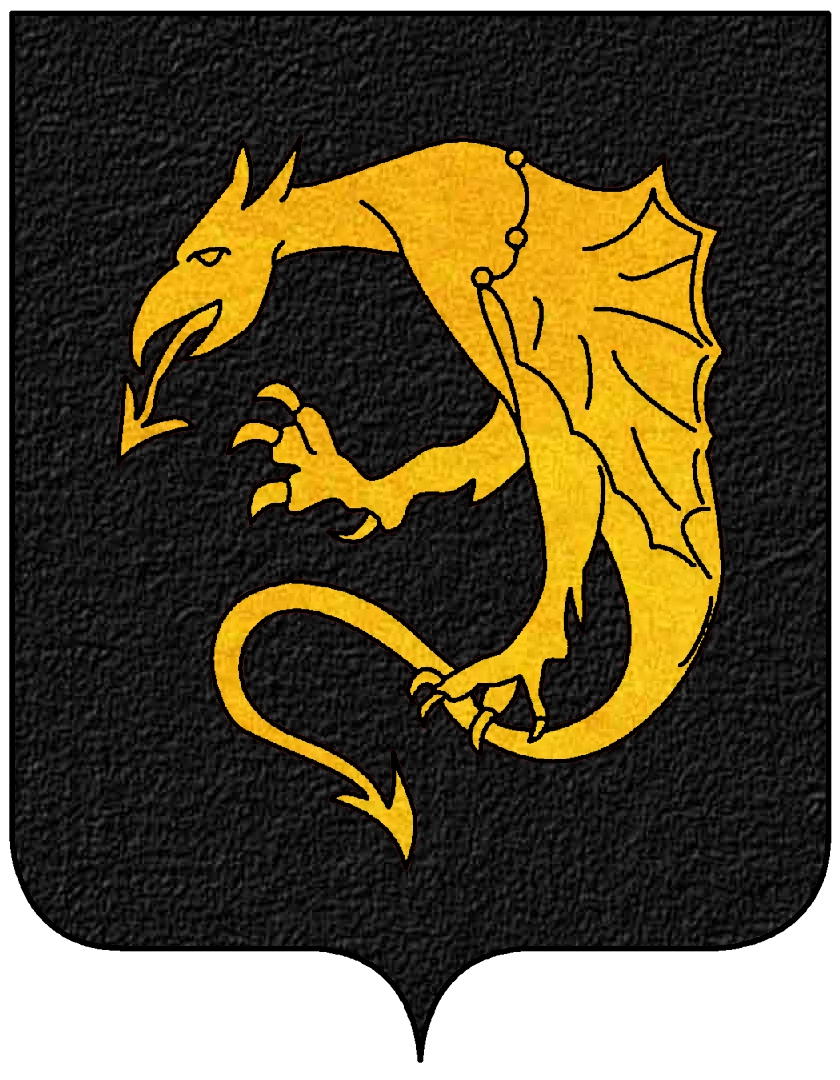
Basiljević (Bassegli)
Beneša (Benessa)
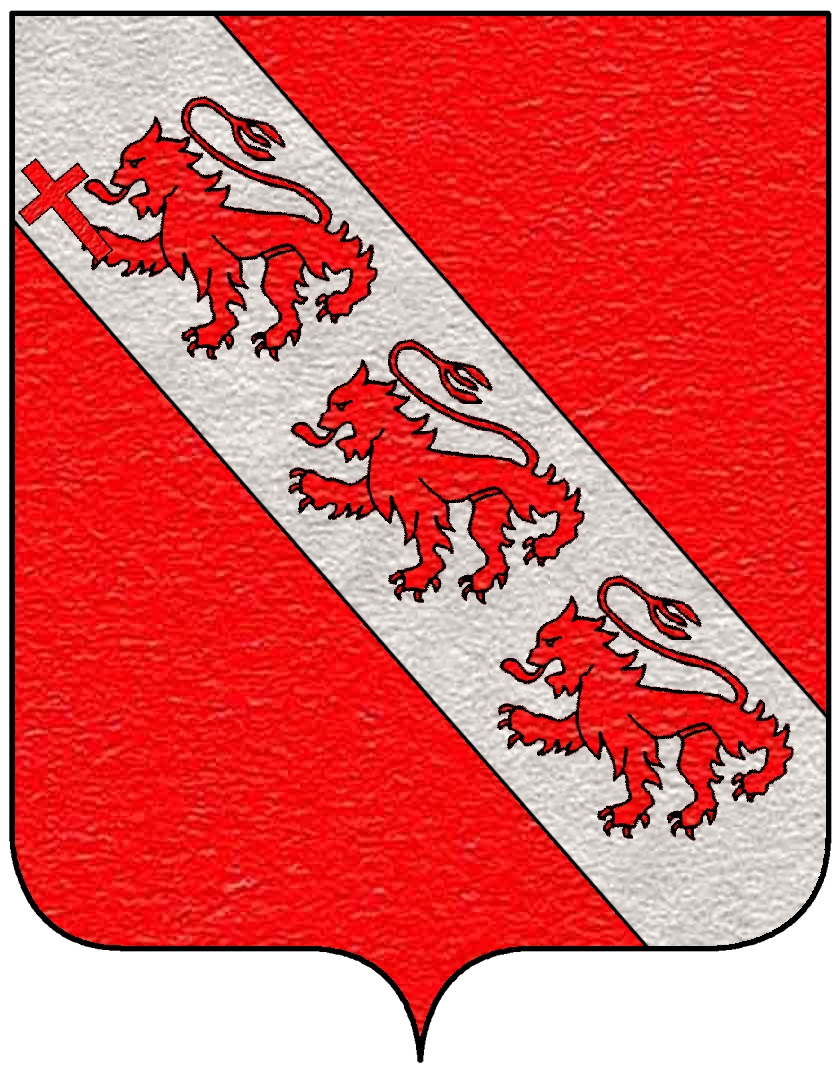
Bobaljević (Bobali)
Bundić/Bondić (Bonda)
Bunić (Bona)
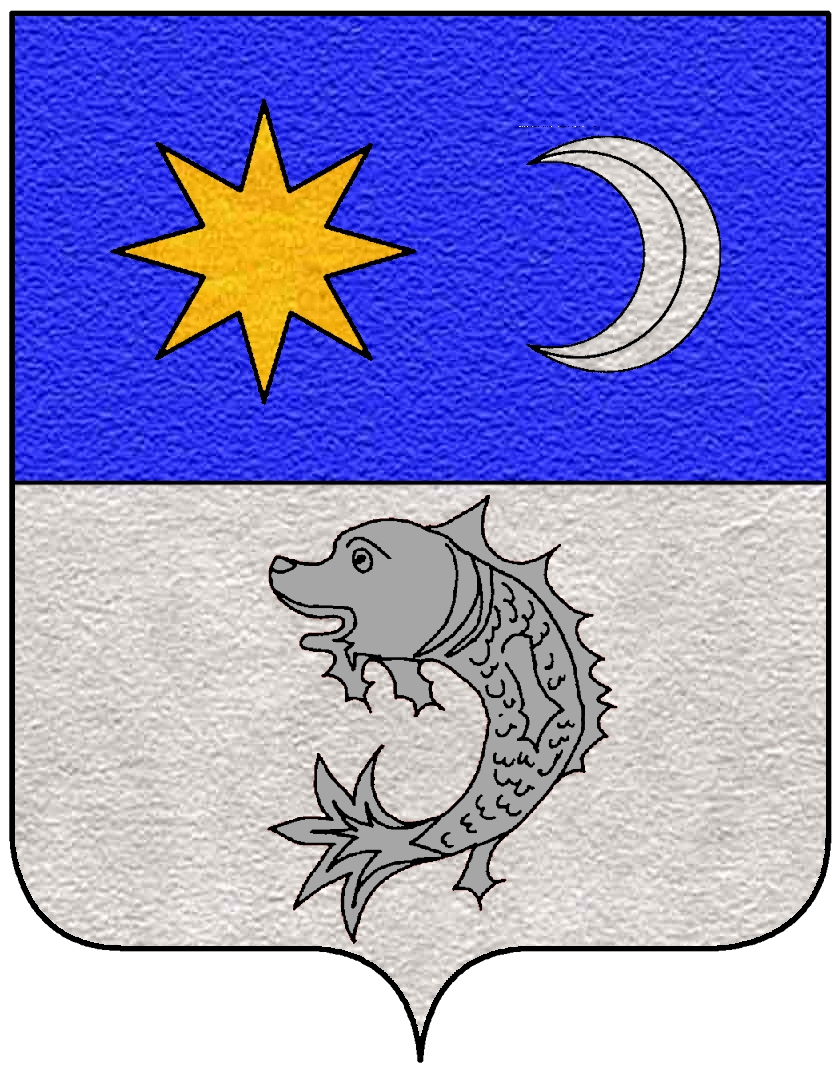
Božidarević (Bosdari)
Crijević (Cerva)
Đurđević (Giorgi)
Getaldić (Ghetaldi)
Gradić (Gradi)
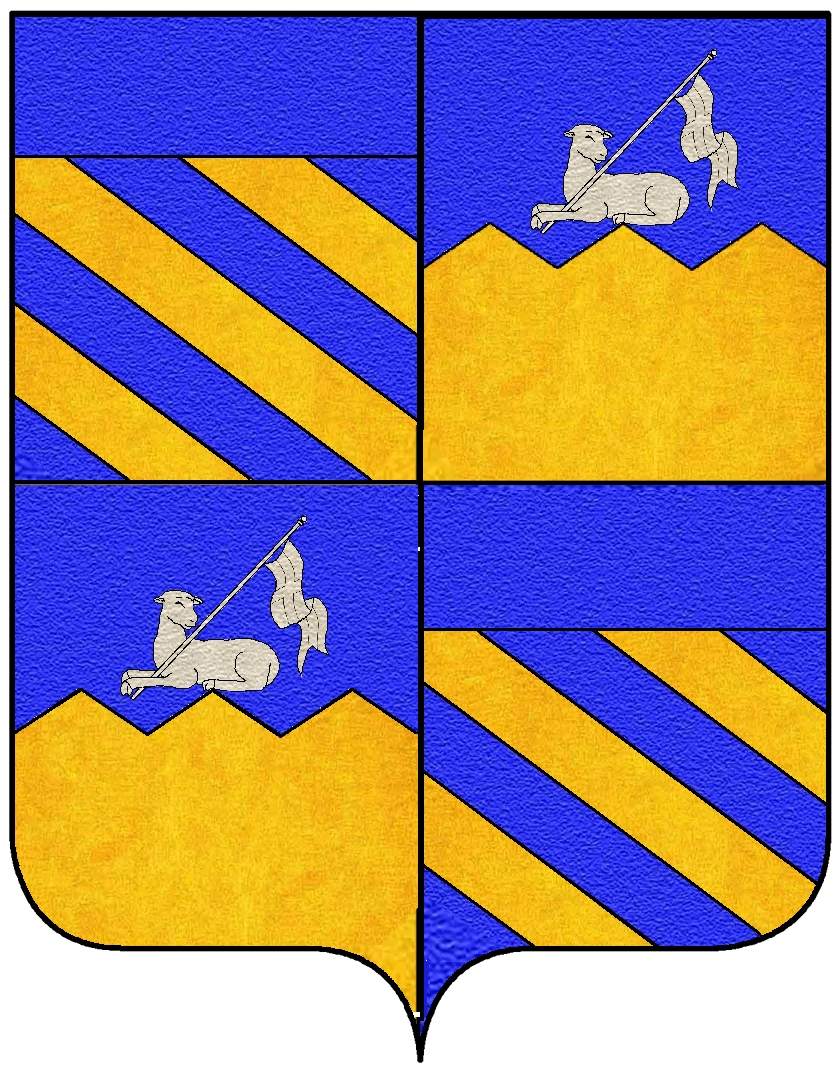
Gučetić (Gozze)
Gundulić (Gondola)
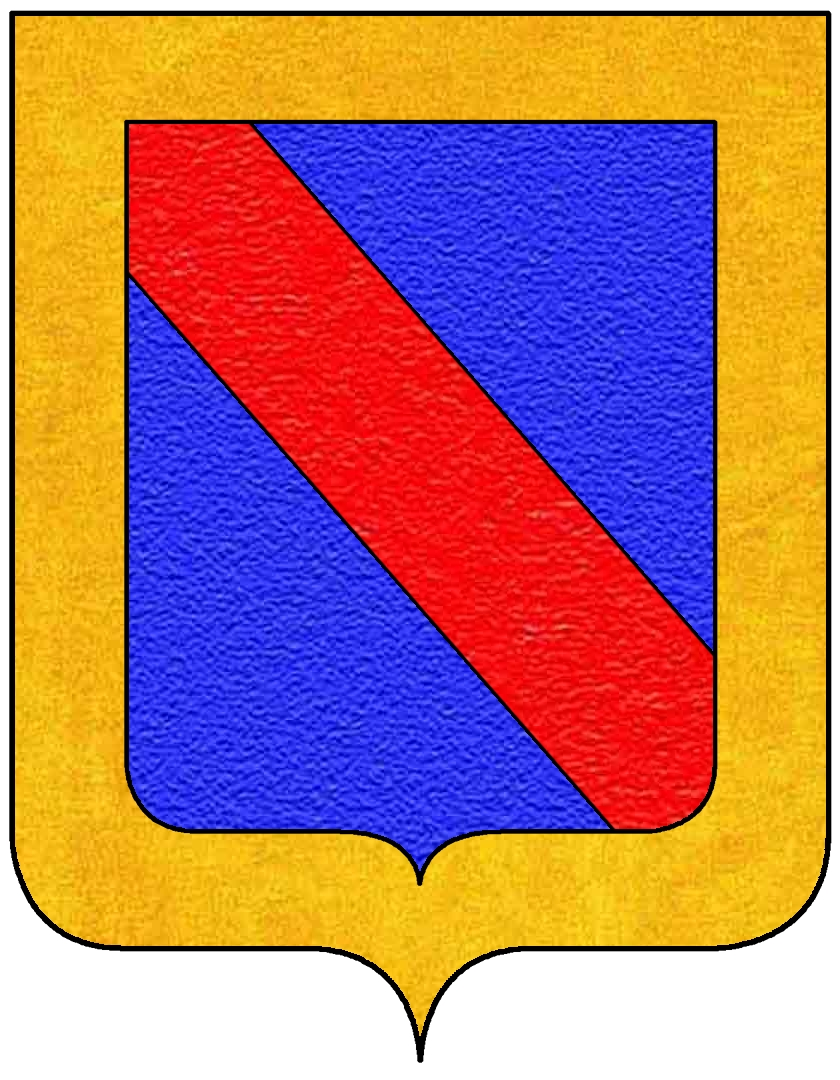
Kabužić (Caboga)
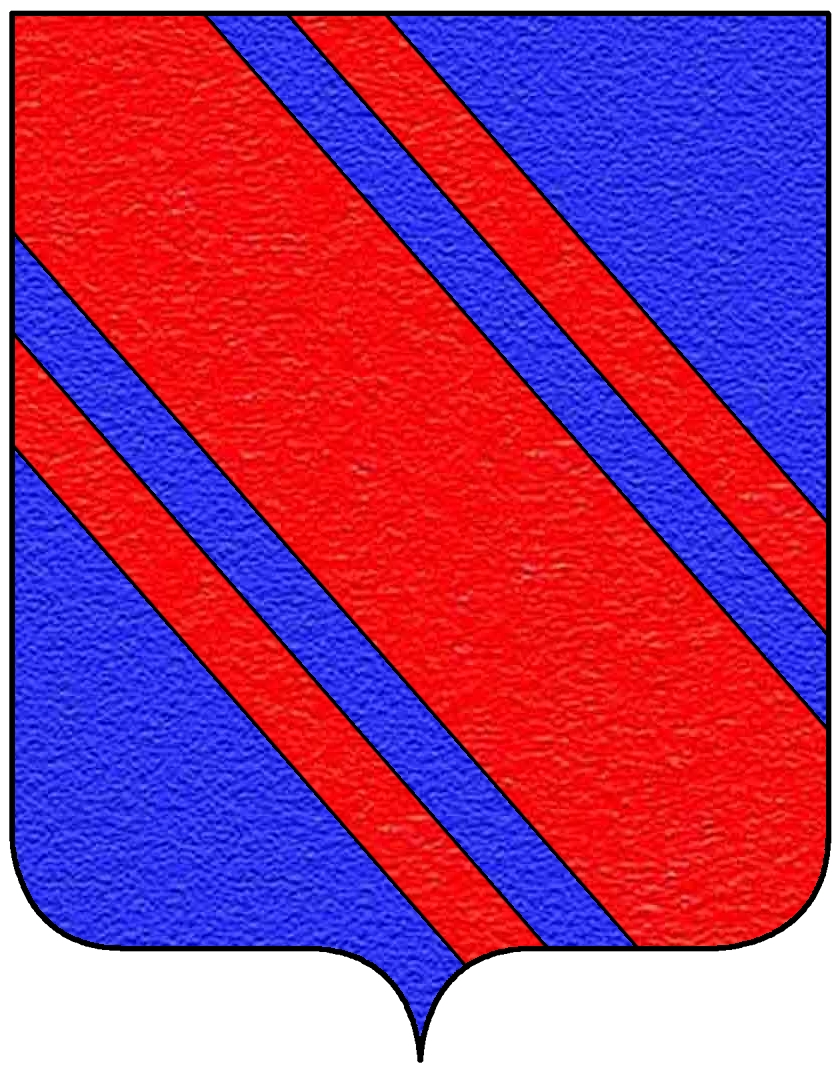
Menčetić (Menze)
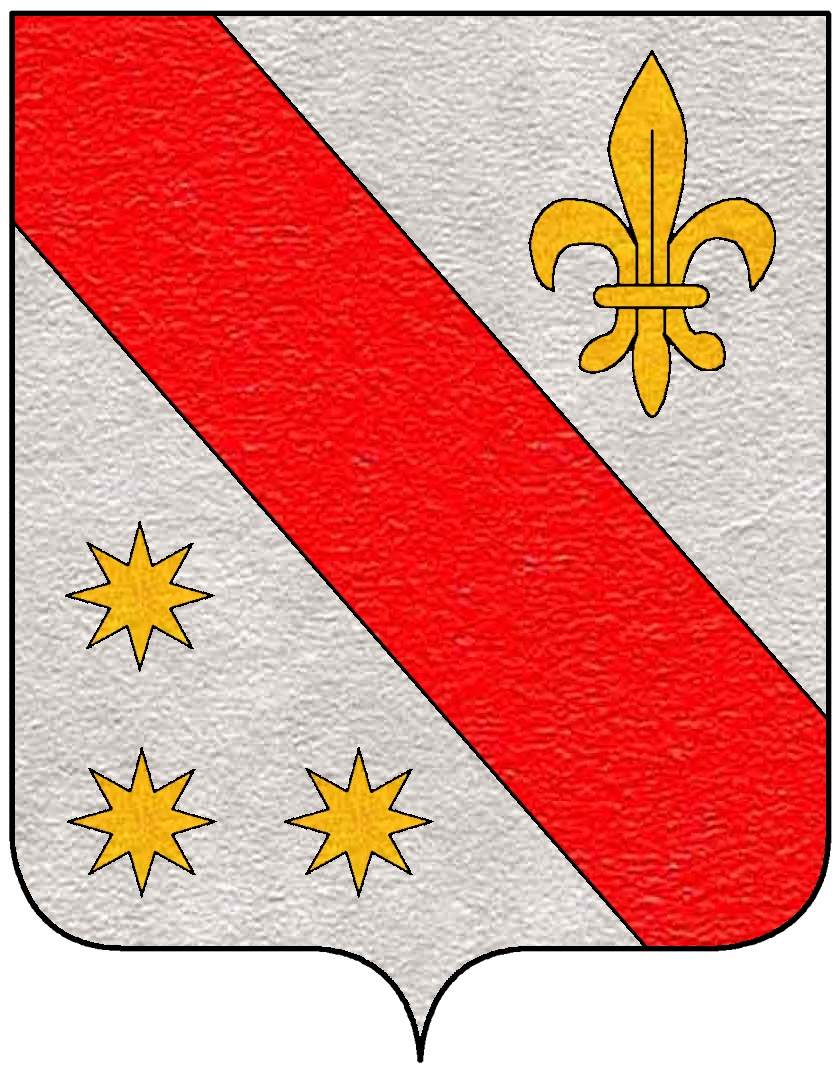
Natali
Palmotić (Palmotta)
Ranjina (Ragnina)
Saraka (Saraca)
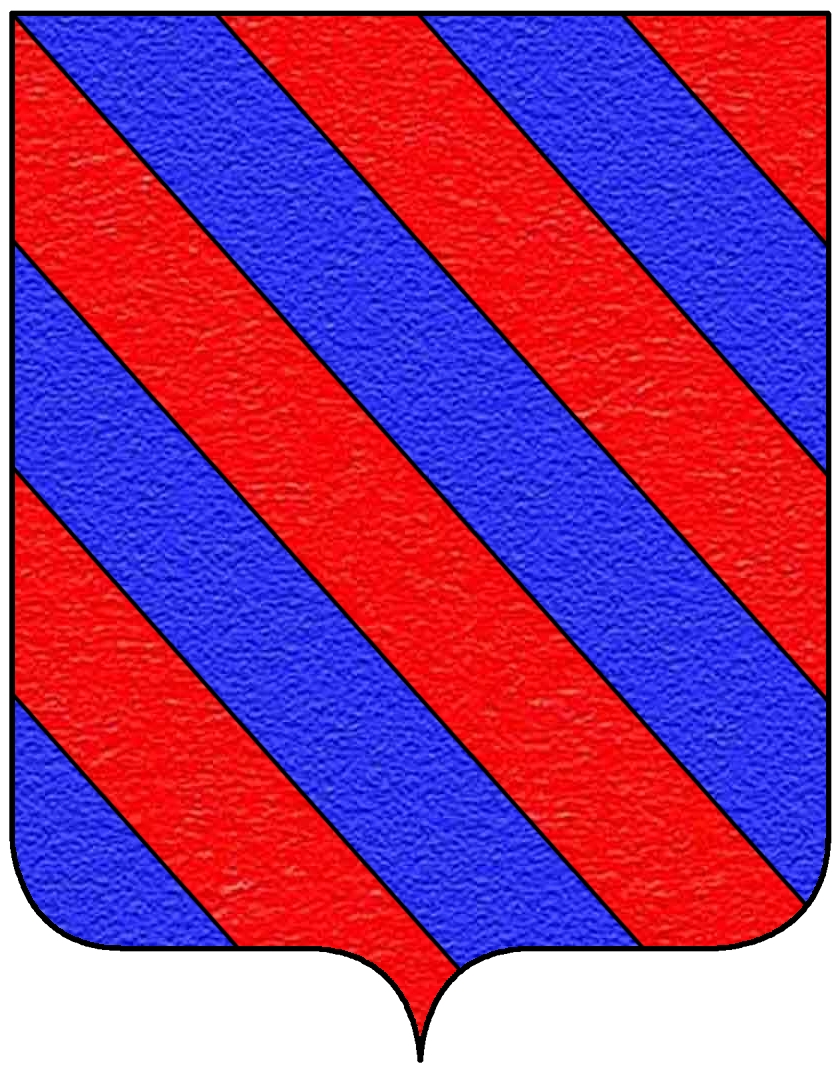
Sorkočević (Sorgo)
Tudisi
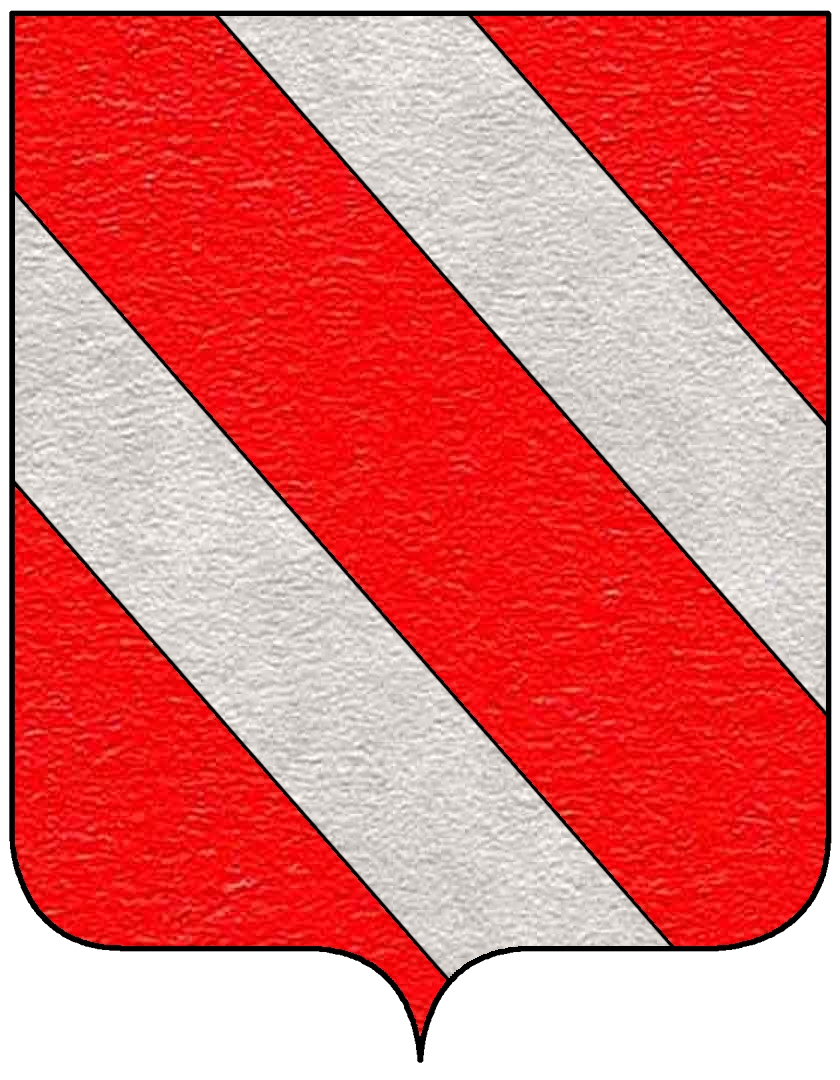
Zamagna
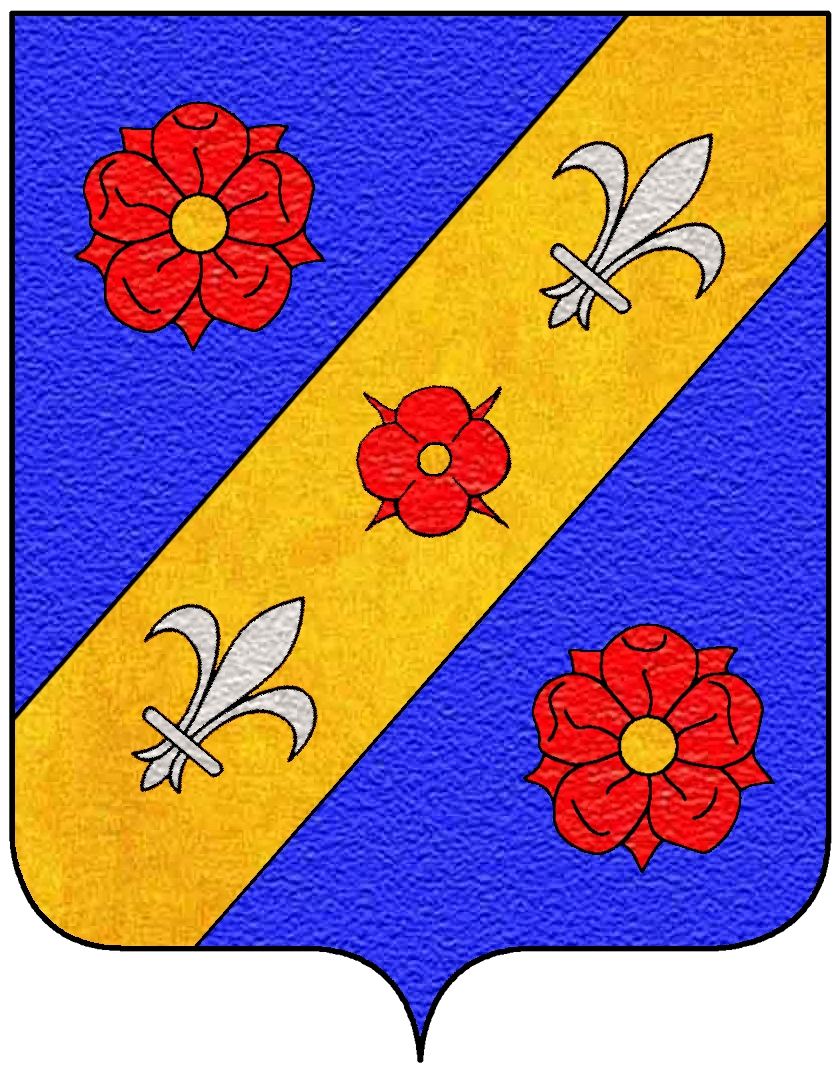
Zlatarić (Slatarich)

## Bedeutende Bürger Ragusas
- Ivan Marin Gundulić (Giovanni Marino Gondola) (1507–1586), Diplomat und Humanist, Franziskaner und Wächter in Bethlehem, schrieb über die Geschichte der Pilger[11]
- Marin Držić (Marino Darsa) (1508–1567), Schriftsteller
- Dinko Zlatarić (1558–1613), Poet und Übersetzer der Renaissance
- Marin Getaldić (Marino Ghetaldi) (1568–1626), Wissenschaftler und Mathematiker
- Ivan Gundulić (Giovanni Francesco Gondola) (1589–1638), Schriftsteller
- Ignjat Đurđević (Ignazio Giorgi) (1675–1737), Schriftsteller
- Rugjer Josip Bošković (Ruggero Giuseppe Boscovich) (1711–1787), Wissenschaftler, Mathematiker, Philosoph, Schriftsteller und Jesuit
- Antun Sorkočević (Antonio Sorgo) (1775–1841), Komponist, Schriftsteller und Gesandter der Republik Ragusa in Paris
- Bernhard Graf Caboga-Cerva (Brno bzw. Bernard Kabužić-Crijević) (1785–1855), Adeliger und österreichischer General